# Robregordo
Robregordo ist eine Gemeinde (municipio) mit 73 Einwohnern (Stand: 2024) in der Autonomen Gemeinschaft Madrid. 

## Lage und Verkehr
Robregordo liegt etwa 80 Kilometer nordnordwestlich der Stadt Madrid in einer Höhe von ca. 1300 m. Durch die Gemeinde führt die Autovía A-1.

## Bevölkerungsentwicklung
| Jahr      | 1960 | 1970 | 1981 | 1991 | 2001 | 2011 | 2021 |
| Einwohner | 309  | 186  | 107  | 91   | 81   | 66   | 71   |

## Sehenswürdigkeiten
- Katharinenkirche (Iglesia de Santa Catalina)
- Rathaus

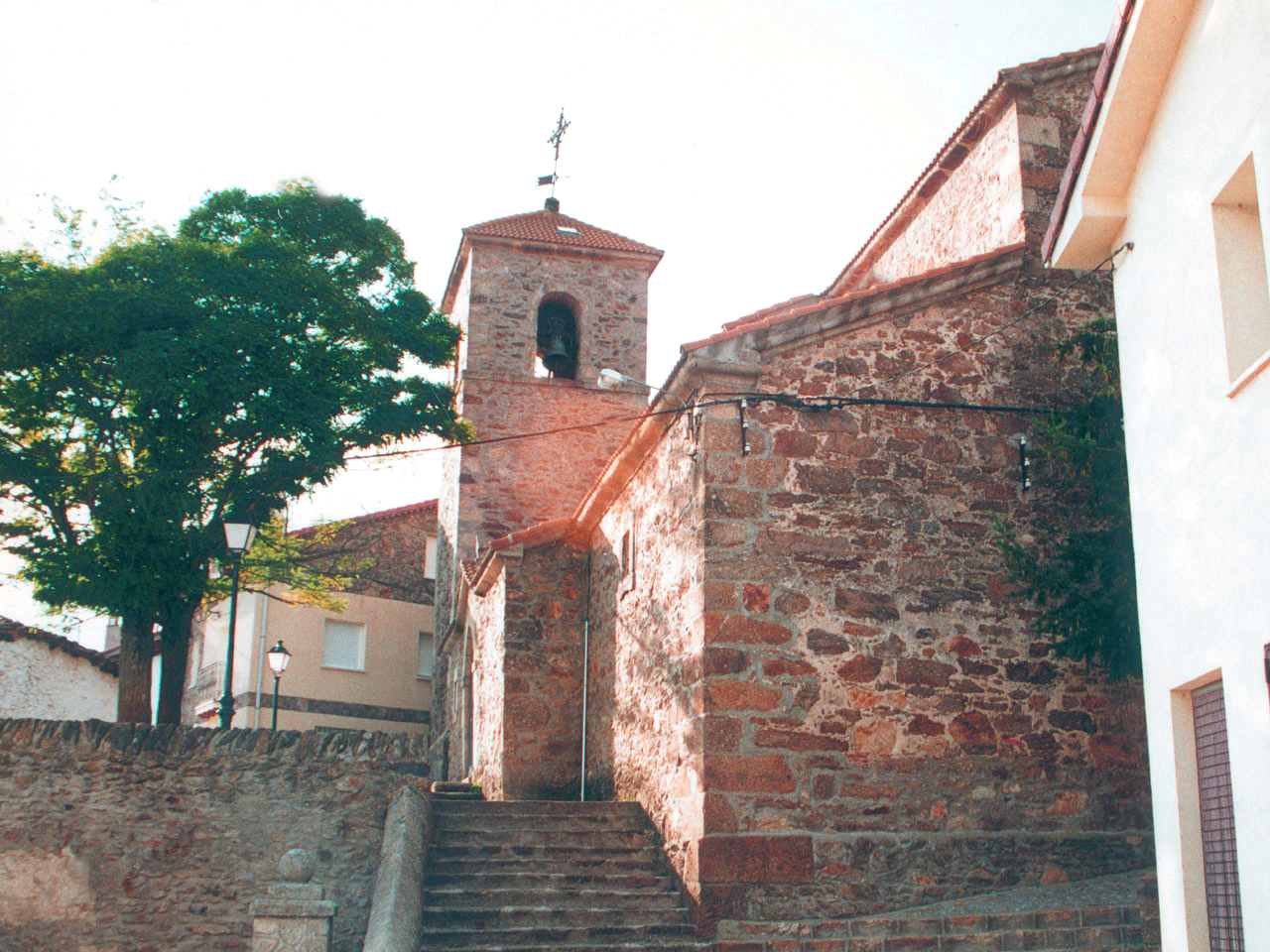
Katharinenkirche
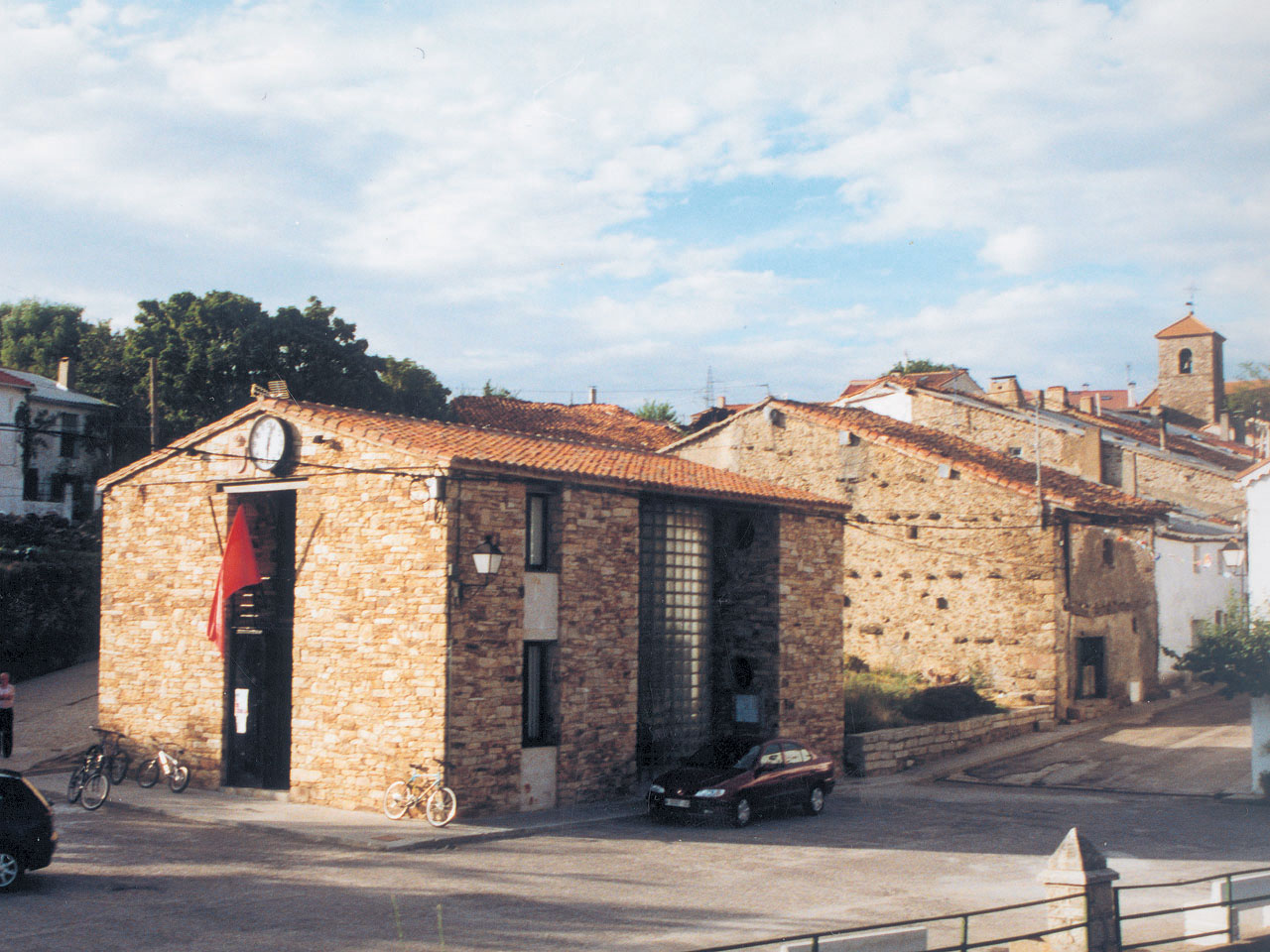
Rathaus